# 槲寄生科
槲寄生科有7属约450余种，广泛分布在全球热带和温带地区。
槲寄生科植物为寄生植物或半寄生植物，灌木，但有叶绿素，叶对生；没有根，有吸器和寄主的软组织连接；花单性，雄花花被4，雌花3；果实为浆果。

## 属
- 油杉寄生属 Arceuthobium Bieb.
- 五蕊寄生属 Dendrophthora
- Ginnalloa
- 栗寄生属 Korthalsella v. Tiegh.
- Notothixos
- 寄生子属 Phoradendron Nutt.
- 槲寄生属 Viscum L.

1981年的克朗奎斯特分类法将本科列入檀香目，1998年根据基因亲缘关系分类的APG 分类法和2003年经过修订的APG II 分类法不承认这个科，将本科合并到檀香科中。